# Xoloxtla, Tlaquilpa
Xoloxtla är en ort i Mexiko.   Den ligger i kommunen Tlaquilpa och delstaten Veracruz, i den sydöstra delen av landet, 230 km öster om huvudstaden Mexico City. Xoloxtla ligger 2 574 meter över havet och antalet invånare är 133.
Terrängen runt Xoloxtla är lite bergig. Runt Xoloxtla är det ganska tätbefolkat, med 93 invånare per kvadratkilometer. Närmaste större samhälle är Zongolica, 16,8 km nordost om Xoloxtla. Omgivningarna runt Xoloxtla är en mosaik av jordbruksmark och naturlig växtlighet.